# Уайт, Питер (актёр)
В Википедии есть статьи о других людях с такой фамилией, см. Уайт. О других людях с таким именем и фамилией см. Peter Wight.
Пи́тер Уа́йт (англ. Peter Wight; род. 1950, Уэртинг, Западный Суссекс) — британский актёр театра, кино и телевидения. С начала своей карьеры (1978 год) появился в более чем 150 фильмах и сериалах. Иногда в титрах указывается как Питер Райт (англ. Peter Wright).

## Биография
Питер Уайт родился в 1950 году (точная дата неизвестна) в городе Уэртинг (Англия).
С 1978 года начал сниматься в телесериалах и телефильмах, в следующем году дебютировал на широком экране, но в большинстве случаев всё же работает для телевидения. Основной актёрский образ — полицейские, военные.
В 2008 году был на гастролях в Нью-Йорке, со 2 октября по 21 декабря играл в бродвейских театрах в постановке «Чайка» (роль — Пётр Николаевич Сорин).

## Фильмография

### Широкий экран
- 1979 — Сука[англ.] / The Bitch — Рикки
- 1987 — Интимные услуги[англ.] / Personal Services — детектив Гибсон
- 1993 — Обнажённая / Naked — Брайан
- 1996 — Тайны и ложь / Secrets & Lies — отец в семейной группе
- 1997 — Волшебная история[англ.] / FairyTale: A True Story — газетный редактор
- 2000 — Билли-Фингал[англ.] / Shiner — детектив-инспектор Грант
- 2001 — Подарок судьбы[англ.] / Lucky Break — офицер Барретт
- 2001 — Четвёртый ангел[англ.] / The Fourth Angel — M.P.
- 2002 — Город проклятых[англ.] / The Gathering — Дейв Элфорд
- 2003 — Приговор / The Statement — инспектор Шоле
- 2004 — Вера Дрейк / Vera Drake — детектив-инспектор Уэбстер
- 2005 — Гордость и предубеждение / Pride & Prejudice — мистер Гардинер
- 2005 — Хайди / Heidi — пастор
- 2005 — Тайная жизнь слов / La vida secreta de las palabras[4] — Зануда (в титрах не указан)
- 2005 — Лесси / Lassie — доктор Джарретт
- 2006 — Вавилон / Babel[5] — Том
- 2007 — Типа крутые легавые / Hot Fuzz — Рой Портер
- 2007 — Наводнение / Flood — Джонсон
- 2007 — Искупление / Atonement — инспектор полиции
- 2008 — Касс / Cass — Сесил
- 2010 — Ещё один год / Another Year — Кен
- 2010 — Чрево / Womb — Ральф
- 2011 — Рыба моей мечты / Salmon Fishing in the Yemen — Тори Гранди
- 2011 — 7 дней и ночей с Мэрилин / My Week with Marilyn — отец Люси
- 2012 — Кон-Тики / Kon-Tiki — профессор Герберт Спинден[англ.]
- 2013 — Властелин любви / The Look of Love — инспектор полиции
- 2014 — Уильям Тёрнер / Mr. Turner — Джозеф Гиллотт[англ.], богатый покровитель искусств
- 2015 — Допинг[англ.] / The Program — редактор The Sunday Times
- 2016 — Афера по-английски[англ.] / Trespass Against Us — хозяин собаки
- 2016 — Этель и Эрнест[англ.] / Ethel & Ernest — детектив сержант Бёрнли (озвучивание)
- 2017 — Предчувствие конца / The Sense of an Ending — Колин Симпсон
- 2017 — Другая мать[англ.] / Another Mother's Son — Рене
- 2018 — Только ты[англ.] / Only You — Эндрю
- 2021 — Сирано / Cyrano — Рагено

### Телевидение
- 1978 — Триллер в кресле[англ.] / Armchair Thriller — оператор № 1 (в эпизоде The Girl Who Walked Quickly: Part 4)
- 1978 — Автомобили Z / Z-Cars — Traffic PC (в эпизоде Quilley on the Spot)
- 1978 — Тайная армия[англ.] / Secret Army — Кеннеди, командир эскадрона (в эпизоде Lucky Piece)
- 1978 — Суини / The Sweeney — Джимми Парк (в эпизоде Victims)
- 1980 — Механик[англ.] / Minder — Алан (в эпизоде All Mod Cons; в титрах не указан)
- 1983 — Тем временем / Meantime — менеджер по недвижимости
- 1988 — Кодовое имя: Кирил[англ.] / Codename: Kyril — Эванс (в 3 эпизодах)
- 1988, 1991, 1993 — Чисто английское убийство / The Bill — разные роли (в 3 эпизодах)
- 1992 — Катастрофа[англ.] / Casualty — Тревор (в эпизоде Will You Still Love Me?)
- 1993 — Между строк[англ.] / Between the Lines — Бернард Гилхули (в эпизоде Honourable Men)
- 1996 — Детектив Джек Фрост[англ.] / A Touch of Frost — Сирил Пирс (в эпизоде Fun Times for Swingers)
- 1996 — Хэмиш Макбет[англ.] / Hamish Macbeth — Сидни Брэйтуэйт (в эпизоде Radio Lochdubh)
- 1997 — Джейн Эйр / Jane Eyre — священник
- 1998 — Наш общий друг[англ.] / Our Mutual Friend — мистер Уилфер (в 3 эпизодах)
- 2001 — Там, где сердце[англ.] / Where the Heart Is — Тед Джексон (в эпизоде As Time Goes By)
- 2002 — Холби-Сити[англ.] / Holby City — Брайан Лейк (в эпизоде Fathers and Sons[англ.])
- 2002 — Элита спецназа[англ.] / Ultimate Force — Билл Джексон (в эпизоде The Killing House)
- 2002 — Убийства в Мидсомере / Midsomer Murders — Ладлоу (в эпизоде Murder on St. Malley's Day)
- 2002, 2008 — Биение сердца[англ.] / Heartbeat — разные роли (в 2 эпизодах)
- 2003 — Второе пришествие[англ.] / The Second Coming — Лен Чедуик, старший суперинтендант
- 2003 — Моя семья / My Family — мистер Фримен (в эпизоде Return of the Prodigal Prat[англ.])
- 2003 — Немного за сорок / Fortysomething — Нобби (в эпизоде #1.1)
- 2003 — Последний король / Charles II: The Power and the Passion — Ормонде (в 3 эпизодах)
- 2004 — Закон Мёрфи / Murphy's Law — Алекс Армстронг (в эпизоде The Group)
- 2004 — Безмолвный свидетель / Silent Witness — Лукас Гарнер (в 2 эпизодах)
- 2004 — Предотвращение преступления[англ.] / Murder Prevention — командор Дональд Уикер (в 6 эпизодах)
- 2005 — Воскрешая мёртвых / Waking the Dead — Дональд Хант (в 2 эпизодах[англ.])
- 2006 — Жители Ист-Энда / EastEnders — Нил (в эпизоде #1.3220)
- 2007 — Жизнь на Марсе / Life on Mars — Фрэнк Миллер (в эпизоде #2.3)
- 2007 — Доводы рассудка / Persuasion — адмирал Крофт
- 2007 — Дэлзил и Пэскоу / Dalziel and Pascoe — Чарльз Джонсон (в 2 эпизодах)
- 2007 — Франкенштейн[англ.] / Frankenstein — DCS Goode
- 2008 — Чуть свет — в Кэндлфорд / Lark Rise to Candleford — Старый Эмос (в 2 эпизодах)
- 2008 — Отель «Вавилон» / Hotel Babylon — Мартин (в эпизоде #3.8)
- 2009 — Парень встречает девушку / Boy Meets Girl — Билл (в 4 эпизодах)
- 2010 — Новые трюки / New Tricks — Колин Бек (в эпизоде Fashion Victim[англ.])
- 2010 — Обвиняемые / Accused — Алан Максфилд (в эпизоде Helen's Story)
- 2011 — Шёлк / Silk — Алан Каррутерс (в эпизоде #1.4)
- 2012 — Титаник / Titanic — Джозеф Раштон (в 4 эпизодах)
- 2012 — Распутье / Hit & Miss — Эдди (в 6 эпизодах)
- 2012—2013 — Дамское счастье / The Paradise — Эдмунд Ловетт (в 13 эпизодах)
- 2016 — Короткие встречи[англ.] / Brief Encounters — Брайан (в 6 эпизодах)
- 2016—2017 — Корона / The Crown — газетный редактор (в 2 эпизодах)
- 2018 — Ярмарка тщеславия / Vanity Fair — мистер Рэгглз (в 4 эпизодах)
- 2019 — На этот раз с Аланом Партриджем[англ.] / This Time with Alan Partridge — Джон Баскелл (в эпизоде #1.2)
- 2022 — Тёмные начала / His Dark Materials — лодочник (в 2 эпизодах)
- 2023 — Расплата[англ.] / The Reckoning — Питер Джаконелли (в 2 эпизодах)

## Награды и номинации
С полным актуальным списком кинематографических наград Питера Уайта можно ознакомиться на сайте IMDb.
- 2010 — Премия Общества кинокритиков Сан-Диего в категории «Лучшее исполнение роли в составе ансамбля» (Best Ensemble Performance) за роль в фильме «Ещё один год» — номинация.
- 2011 — Премия Лондонского кружка кинокритиков в категории «Британский актёр второго плана года» (British Supporting Actor of the Year) за роль в фильме «Ещё один год» — номинация.